# Kemah
Kemah – miasto w Stanach Zjednoczonych, w stanie Teksas, w hrabstwie Galveston, nad zatoką Galveston.